# Jetmore (Kansas)
Jetmore es una ciudad ubicada en el condado de Hodgeman en el estado estadounidense de Kansas. En el año 2010 tenía una población de 867 habitantes y una densidad poblacional de 309,64 personas por km².

## Geografía
Jetmore se encuentra ubicada en las coordenadas 38°5′3″N 99°53′46″O / 38.08417, -99.89611 (38.084137, -99.895999).

## Demografía
Según la Oficina del Censo en 2000 los ingresos medios por hogar en la localidad eran de $33,618 y los ingresos medios por familia eran $39,375. Los hombres tenían unos ingresos medios de $27,917 frente a los $24,250 para las mujeres. La renta per cápita para la localidad era de $15,510. Alrededor del 14.0% de la población estaban por debajo del umbral de pobreza.